# The Wire (časopis)
The Wire je britský hudební časopis zaměřený na avantgardní a experimentální hudbu. Vychází od roku 1982 jako měsíčník. Od roku 1997 má také internetové stránky, které obsahují kompletní archiv starých čísel. Původním šéfredaktorem byl Anthony Wood (1982–1985). Později tuto funkci zastávali Richard Cook (1985–1992), Mark Sinker (1992–1993), Tony Herrington (1993–2000), Rob Young (2000–2004), Chris Bohn (2004–2015) a Derek Walmsley (od 2015). Anthony Wood byl rovněž původním vlastníkem magazínu. Později jej vlastnila společnost Namara Group (do 2000) a od prosince 2000 vychází nezávisle. V červnu 2017 vyšlo čtyřsté číslo časopisu. Původně byl magazín zaměřen na britskou jazzovou scénu s důrazem na avantgardní jazz a free jazz. Později záběr rozšířil na další experimentální hudební žánry jako experimentální rock, electronica, alternativní hip-hop, nu jazz a free improvisation.